# فرنت (نوشیدنی)

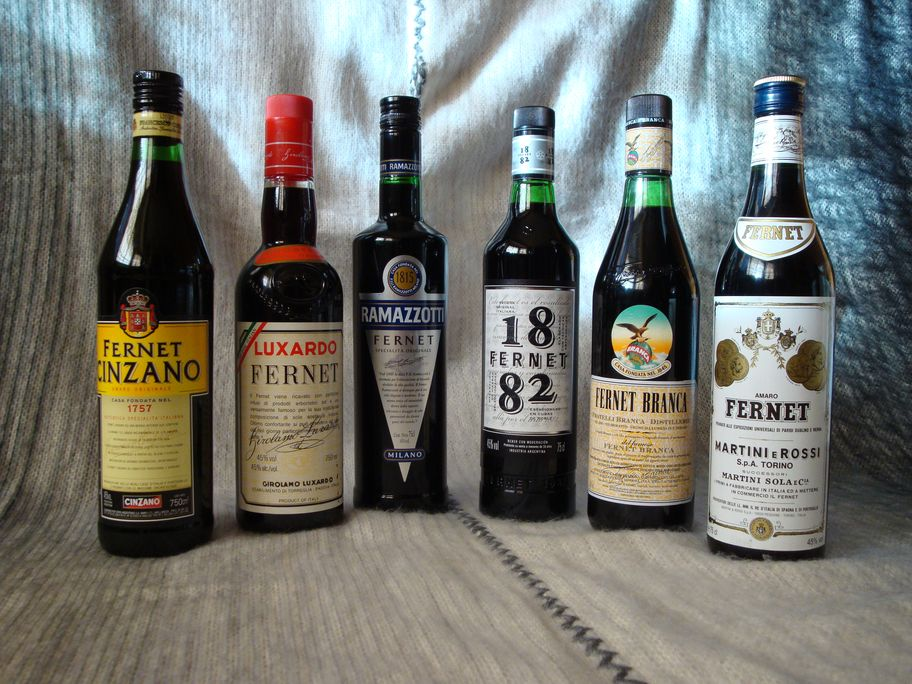
چندین مارک فرنت در آرژانتین فروخته می‌شود. از چپ به راست: سینزانو، لوکساردو، رامازوتی، ۱۸۸۲، فرنت برانکا، و مارتینی.

فرنت نوعی آمارو ایتالیایی، یک نوشیدنی تلخ و معطر است. فرنت از تعدادی گیاه و ادویه تهیه می‌شود که بسته به برند متفاوت است، اما معمولاً شامل مر، ریواس، بابونه، هل، آلوئه و به‌ویژه زعفران است و پایه آن از عرق انگور تقطیر شده تشکیل شده است.
فرنت معمولاً به عنوان نوشیدنی پس از یک وعده غذایی سرو می‌شود، اما ممکن است با قهوه و اسپرسو نیز سرو گردد یا در نوشیدنی‌های قهوه و اسپرسو مخلوط شود. این نوشیدنی ممکن است در دمای اتاق یا با یخ سرو گردد.
لیکور ایتالیایی فرنت-برانکا، که در سال ۱۸۴۵ ابداع شد، در جامعه بین‌المللی بارتندر طرفداران خاصی دارد و در آرژانتین و جنوب برزیل بسیار محبوب است. آرژانتین بیش از ۷۵٪ از کل فرنت تولید شده در جهان را مصرف می‌کند و به دلیل محبوبیت این محصول، تنها کارخانه فراتلی برانکا خارج از ایتالیا نیز در آرژانتین قرار دارد. از آنجا که این نوشیدنی به‌طور سنتی با کولا مخلوط می‌شود، رنت نیز در تبدیل آرژانتین به یکی از بزرگ‌ترین مصرف‌کنندگان کوکاکولا در جهان نقش داشته است. فرنت و کولا (اسپانیایی: fernet con coca) در آرژانتین به قدری رایج است که به عنوان «نوشیدنی غیررسمی کشور» توصیف شده است. این ترکیب فرناندیتو نامیده می‌شود.

## محبوبیت

### در آرژانتین

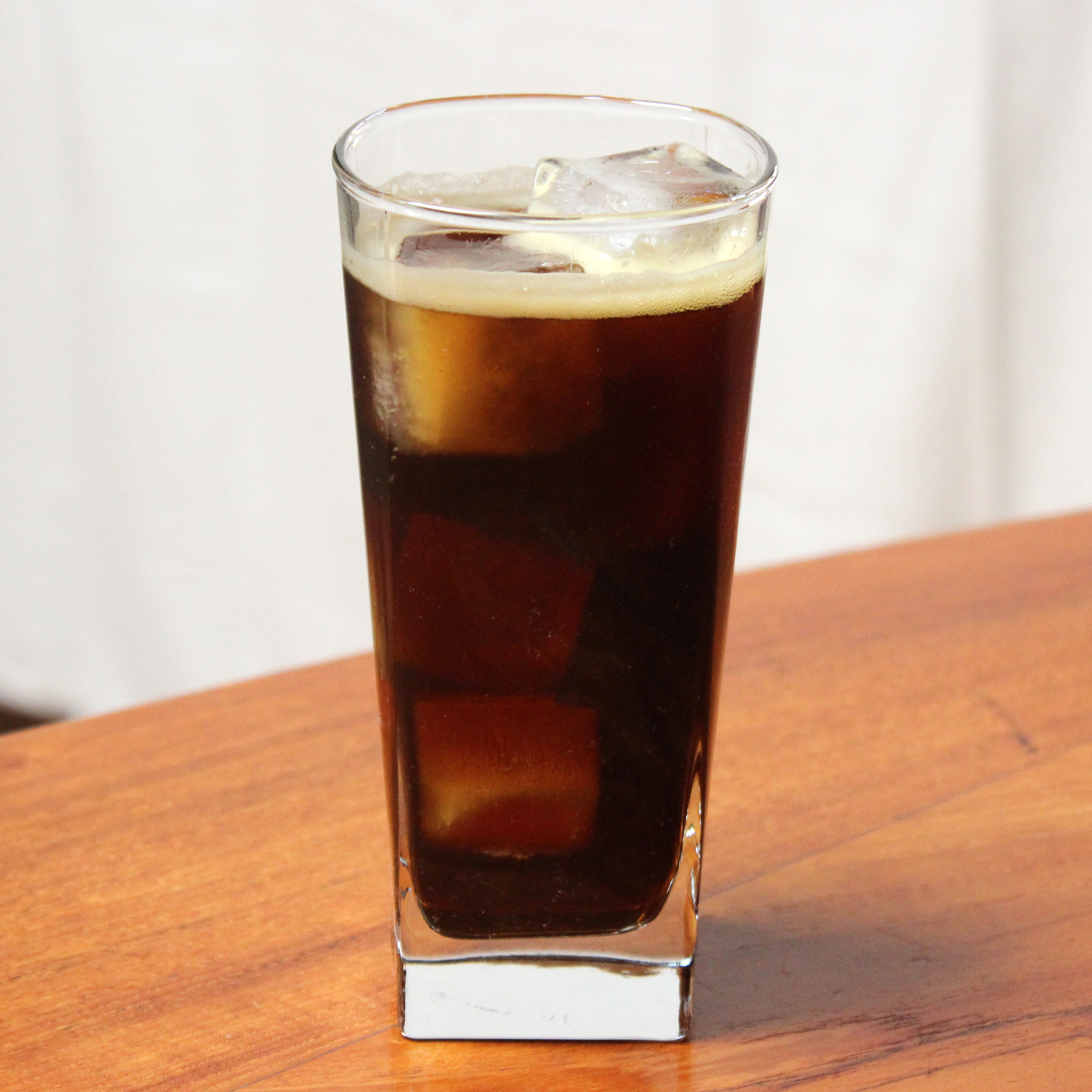
فرنت کن کوکا (به انگلیسی: Fernet and Coke)، نماد فرهنگی آرژانتین

فرنت  توسط ایتالیایی‌ها در طول موج بزرگ مهاجرت به کشور در اواخر قرن نوزدهم و اوایل قرن بیستم به آرژانتین معرفی شد. این نوشیدنی به‌ویژه با استان کوردوبا مرتبط است که به عنوان «پایتخت جهانی فرنت» شناخته می‌شود؛ تقریباً سه میلیون لیتر از آن سالانه در آنجا مصرف می‌شود که تقریباً ۳۰ درصد از مصرف ملی را تشکیل می‌دهد. تولید ملی حدود ۲۵ میلیون لیتر است، که ۳۵٪ آن در شهر و استان بوئنوس آیرس فروخته می‌شود. فرنت-برانکا به‌طور قابل توجهی محبوب‌ترین برند در کشور است و در بازار پیشرو بوده و به جایگاهی «افسانه‌ای» در میان آرژانتینی‌ها دست یافته است. سایر برندهای محبوب شامل ۱۸۸۲، کاپری، رامازوتی و ویتونه هستند.
فرنت معمولاً با کولا مخلوط می‌شود، نوشیدنی‌ای که به عنوان فرنت کن کوکا (اسپانیایی برای "فرنت و کولا") یا فرناندو شناخته می‌شود. در حالی که این نوشیدنی مدت‌هاست در دسترس بوده، اما در اواسط دهه ۱۹۸۰ به‌طور قابل توجهی محبوب‌تر شد، که این امر به تبلیغات فراتلی برانکا در ایستگاه‌های تلویزیونی با دامنه ملی کمک کرد و از آن زمان به‌طور مداوم محبوبیت آن افزایش یافته است. مصرف فرنت در دهه اول قرن بیست و یکم به شدت افزایش یافت. تا اوایل دهه ۲۰۱۰، محبوبیت فرنت نسبتاً ارزان به قدری بالا بود که بسیاری از بارها در بوئنوس آیرس آن را از منوی خود حذف کردند تا فروش نوشیدنی‌های گران‌تر را تشویق کنند.

### در ایالات متحده
این نوشیدنی از قبل از ممنوعیت الکلدر منطقه خلیج سان فرانسیسکو محبوب بوده است. در سال ۲۰۰۸، سان فرانسیسکو ۲۵٪ از مصرف فرنت در ایالات متحده را به خود اختصاص داد. بارهای سان فرانسیسکو معمولاً فرنت را به عنوان شات سرو می‌کنند و سپس با نوشیدنی زنجبیلی می‌نوشند.

### در جمهوری چک
برند فرنت استاک ساخت چک در این کشور محبوب است، که در آنجا به صورت شات یا به عنوان بخشی از کوکتل‌های مختلف سرو می‌شود.

## کوکتل‌ها
فرنت می‌تواند در کوکتل‌ها مخلوط شود، هرچند طعم قوی آن ممکن است سایر مواد را تحت‌الشعاع قرار دهد. این نوشیدنی می‌تواند جایگزین تلخ کننده‌ها در دستورها شود؛ به عنوان مثال، کوکتل فانسوئی یک منهتن است که در آن به جای تلخ‌کننده آنگوستورا از فرنت استفاده می‌شود.
سرآشپز فِرگس هندرسون یک دستور تهیه ارائه می‌دهد که هم «معجزه» و هم «دکتر هندرسون» نامیده می‌شود و با ترکیب دو قسمت فرنت با یک قسمت کرمی دِ منت روی یخ، شبیه به برانکا منتا (یک فرنت با نعناع و نعناع فلفلی) نزدیک می‌شود. این دستور این کوکتل را به عنوان درمانی برای افراط در مصرف توصیف می‌کند.

## در فرهنگ عامه
فرنت-برانکا موضوع اصلی رمان «آشپزی با فرنت برانکا» نوشته جیمز همیلتون-پترسون در سال ۲۰۰۴ دربارهٔ زندگی مهاجران توسکانی است.
آهنگ «تو با رنگ نئون خوب به نظر می‌رسی» از سیلورادا که در سال ۲۰۱۹ منتشر شد، در بخش همخوانی خود به فرنت اشاره دارد. طرفداران این گروه در کنسرت‌ها به خرید شات‌هایی از این نوشیدنی روی آورده‌اند.